# Atlanta Gladiators
Az Atlanta Gladiators egy amerikai jégkorongcsapat az georgiai Duluth-ben. A franchise-ot 1995-ben Mobile Mysticks néven alapították, majd 2003-ban Gwinett Gladiators lett, 2015-től játszik a csapat a jelenlegi nevén. A csapat az ECHL-ben játszik, azon belül a keleti főcsoportnak a déli divíziójában. A klub a 13 100 férőhelyes Gas South Arenában játszik. A csapat partnerszerződésben áll a National Hockey League-ben szereplő Nashville Predators-zal, illetve az American Hockey League-ben szereplő Milwaukee Admirals-zal.

## Története
A franchise-ot 1995-ben alapították Mobile Mysticks néven.

### Franchise története
- 1995–2002: Mobile Mysticks
- 2003–2015: Gwinnett Gladiators
- 2015–napjainkig: 	Atlanta Gladiators

## Helyezések
A csapat eddig egyszer jutott be a rájátszás döntőjébe, a 2005-06-os szezonban, amikor az Alaska Aces győzte le 1-4-es arányban.